# Façana Fàbrica A.A.
La Façana Fàbrica A.A. és una obra de la Pobla de Claramunt (Anoia) inclosa a l'Inventari del Patrimoni Arquitectònic de Catalunya.

## Descripció
Fàbrica de planta rectangular, construïda en pedra i maó vist a les parts de finestres i portes. El sostre de teules. És interessant pels seus elements de façana, en alguna part malmesos degut al tapinat que s'ha fet d'algunes finestres. Es tracta de dos cossos rectangulars juxtaposats, construïts en desnivell i amb el sostre a dues vessants.

## Història
Primer quart del segle xx, va ser propietat d'Antoni Aguilera i va ser magatzem de fusta, serrador, celler de vi ...